# رابرت داروین
رابرت داروین (به انگلیسی: Robert Darwin) (زاده ۳۰ می ۱۷۶۶ – درگذشته ۱۳ نوامبر ۱۸۴۸) پزشک بریتانیایی و عضو انجمن سلطنتی که شهرتش را بیشتر به خاطر پسرش چارلز داروین دارد. او فرزند اراسموس داروین و عضوی از خانواده معروف داروین-وج‌وود در بریتانیاست.

## زندگی‌نامه
داروین در لیچفیلد دیده به جهان گشود. نامش را به خاطر عمویش رابرت گذاشتند. مادرش در ۱۷۷۰ درگذشت و معلم سرخانه‌اش که بعدها همسر پدرش شد مراقبت او را به عهده گرفت. در ۱۸۷۳ داروین مطالعه پزشکی را در دانشگاه ادینبرگ شروع کرد. برای چند ماه به دانشگاه لیدن رفت و سرانجام مدرک پزشکی‌اش را در فوریه ۱۷۸۵ اخذ نمود. پایان‌نامه‌اش در لیدن که احتمالاً تحت‌تاثیر و کمک پدرش بود قابل توجه و تاثیرگذار بود که با عنوان «مباحثات فلسفی» چاپ شد.